# KermlinRussia
@KermlinRussia (Перзиде́нт Рои́сси) — микроблог в социальной сети Twitter, созданный летом 2010 года как пародия на официальный микроблог Дмитрия Медведева, в то время президента России, под названием @KremlinRussia. Один из самых популярных аккаунтов в российском сегменте Twitter с числом подписчиков более 1 млн человек.

## Концепция
Аккаунт @KermlinRussia копирует оформление аккаунта @KremlinRussia, сообщения пишутся от имени Перзидента Роисси. Блог относится к жанру политической сатиры, некоторые журналисты сравнивают его стиль с творчеством Козьмы Пруткова и Михаила Зощенко. Часть сообщений («твитов») @KermlinRussia является комментариями текущих событий, часть — пародиями на сообщения Медведева, например:

@KremlinRussia: Отрешить Лужкова Юрия Михайловича от должности мэра Москвы в связи с утратой доверия Президента Российской Федерации.

@KermlinRussia: Это был неправильный мэр и он делал какой-то неправильный мёд.

## История

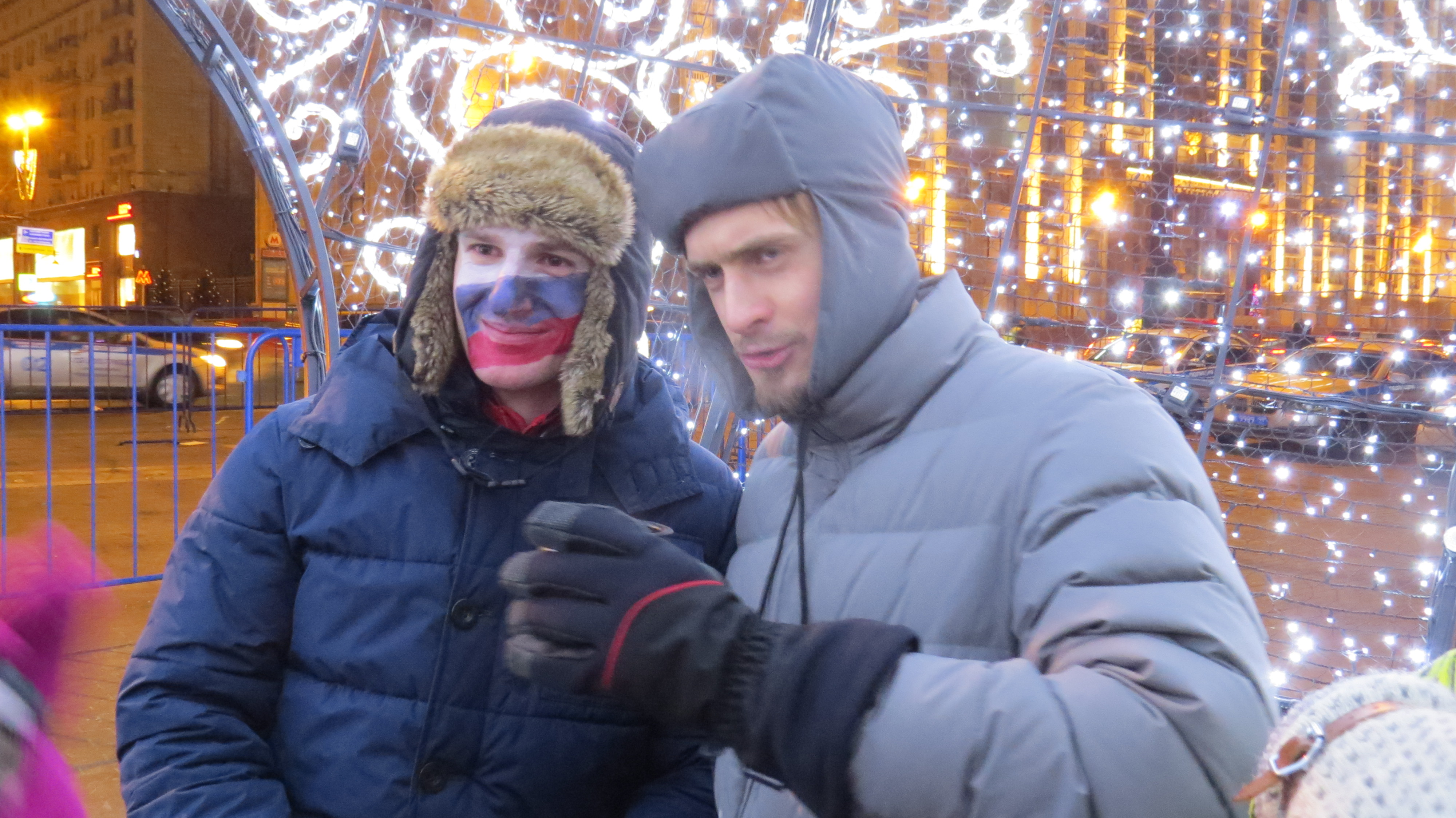
Арсений Бобровский (слева, автор KermlinRussia) и Пётр Верзилов 30 декабря 2014 на Манежной площади

Авторы @KermlinRussia не раскрывали до определённого момента свои настоящие имена. Выдвигались различные версии о том, кто стоит за созданием микроблога, например, Максим Кононенко (также известный как Mr. Parker) или Алексей Навальный. Они использовали псевдонимы «Саша» и «Маша», на вопросы о своём возрасте неопределённо отвечали «от 20 до 30». Говорили, что окончили Санкт-Петербургский государственный университет. Саша изучал экономику, работает бизнес-аналитиком и имеет собственную консалтинговую фирму. Маша училась на журналиста и работает копирайтером. В интервью авторы уверяли, что их имена не известны широкой публике.
Аккаунт в Твиттере был зарегистрирован 25 июня 2010 года, через два дня после появления @KremlinRussia. Согласно представленной в интервью с авторами истории, аккаунт зарегистрировал Саша, а саму идею регистрации поддельного микроблога президента он почерпнул в блоге Leprosorium.ru. Через несколько дней он показал свой проект Маше и постепенно втянул её в работу.
В сентябре 2010 года @KermlinRussia стал обладателем гран-при сетевого конкурса РОТОР-2010 в номинации «Микроблог года». К началу 2011 года проект собрал более 50 000 читателей («фолловеров», англ. followers), к концу года их число увеличилось почти до 190 000, а число сообщений достигло 1100.
В марте 2013, когда число читателей превысило 500 000, авторы блога дали интервью журналу GQ, в котором раскрыли свои личности: «Саша» оказался Арсением Бобровским, «Маша» — Екатериной Романовской. После публикации интервью другие блогеры стали искать подробности биографий авторов @KermlinRussia. Выяснилось, что Бобровский — генеральный директор пиар-агентства Daily Communications, а Романовская — сотрудница консалтинговой компании M:Communications. Также обнаружилась связь Бобровского с Лигой Безопасного Интернета, более того блогеры на основании некоторых упоминаний в СМИ назвали его пресс-секретарём организации. В силу неоднозначной репутации Лиги в адрес Бобровского посыпались обвинения, на которые он развёрнуто ответил через Facebook. По словам Арсения он не является сотрудником Лиги, а лишь работал как субподрядчик. Хотя признаёт, что его работа косвенно помогла разработке закона о едином реестре запрещённых сайтов.
Если кто-то считал меня светлым рыцарем на белом коте, ребята, простите, что расстроил вас. Я — обычный человек.